# Lacapelle-Viescamp

Lacapelle-Viescamp este o comună în departamentul Cantal, Franța. În 1 ianuarie 2022 avea o populație de 520 de locuitori.